# Trauco

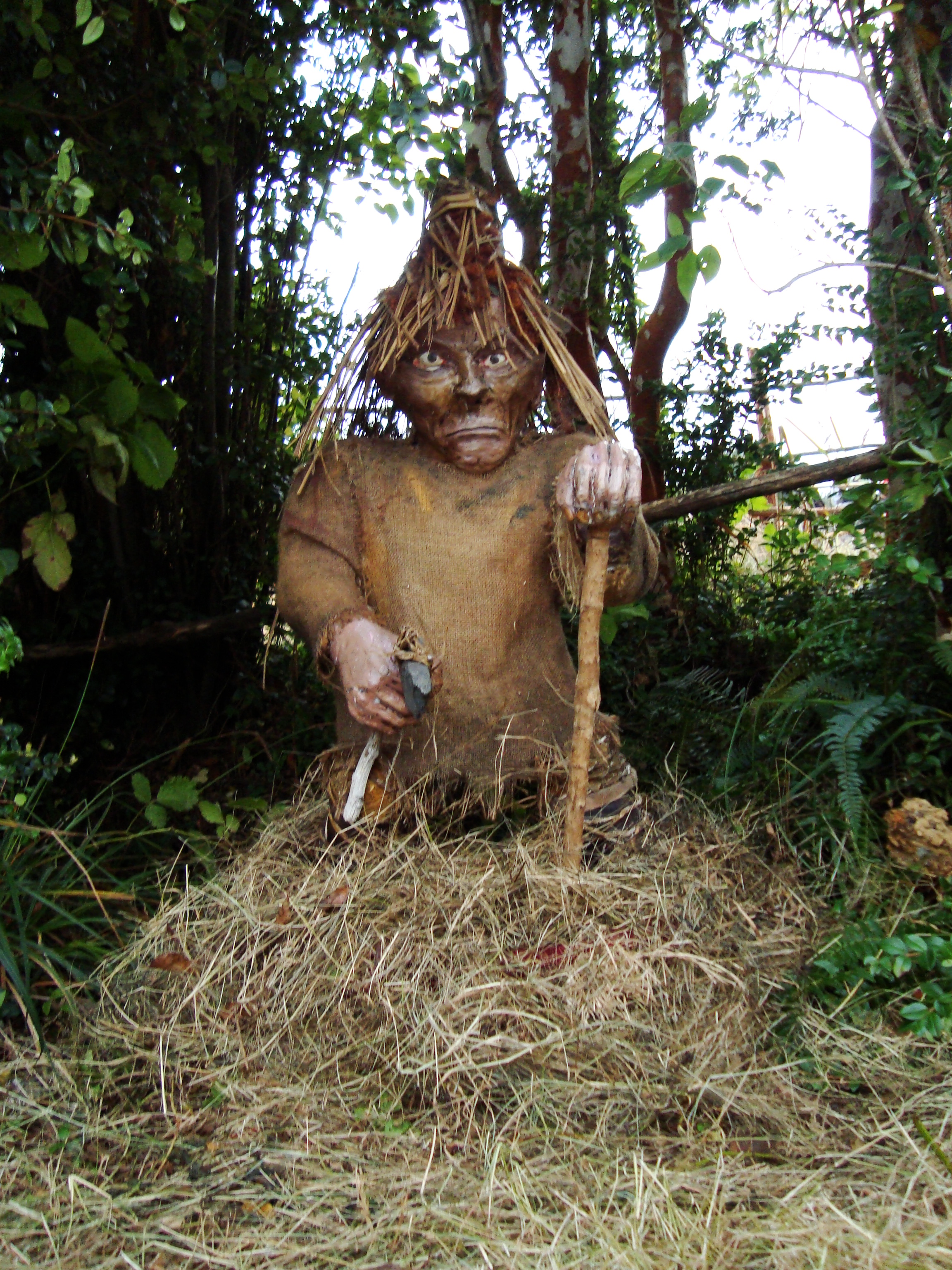
O Trauco

O Trauco ou Trauko, segundo a mitologia Chilota tradicional do Chiloé, é uma criatura mítica humanóide de baixa estatura, com as pernas sem pés, similar a um duende, que vive nas florestas profundas.

## Lenda
O Trauco é uma entidade mítica que habita as matas de Chiloé, uma ilha no sul do Chile. Homens de Chiloé temem o Trauco, cujo olhar pode ser mortal. Teria um poderoso magnetismo, semelhante ao do Íncubo, que atrai mulheres jovens e de meia-idade.
A mulher que for selecionada pelo Trauco vai até ele, mesmo se estiver dormindo, e cai arrebatado aos seus pés. As mulheres escolhidas pelo Trauco não resistem à atração mágica e concordam em ter relações sexuais com ele. Assim, o Trauco às vezes é utilizado como explicação para uma gravidez indesejada, principalmente em mulheres solteiras; as pessoas assumem ser o Trauco o pai ausente. Isto isenta a mulher de culpa, porque o poder do Trauco é irresistível. 
De acordo com o mito, a esposa do Trauco é a maligna e feia Fiura.